# Candelo
Candelo is een gemeente in de Italiaanse provincie Biella (regio Piëmont) en telt 7989 inwoners (31-12-2004). De oppervlakte bedraagt 15,1 km², de bevolkingsdichtheid is 529 inwoners per km².

## Demografie
Candelo telt ongeveer 3266 huishoudens. Het aantal inwoners steeg in de periode 1991-2001 met 1,4% volgens cijfers uit de tienjaarlijkse volkstellingen van ISTAT.
| Jaar | Inwoneraantal |
| ---- | ------------- |
| 1991 | 7697          |
| 2001 | 7804          |

## Geografie
Candelo grenst aan de volgende gemeenten: Benna, Biella, Cossato, Gaglianico, Valdengo, Verrone en Vigliano Biellese.

## Externe link

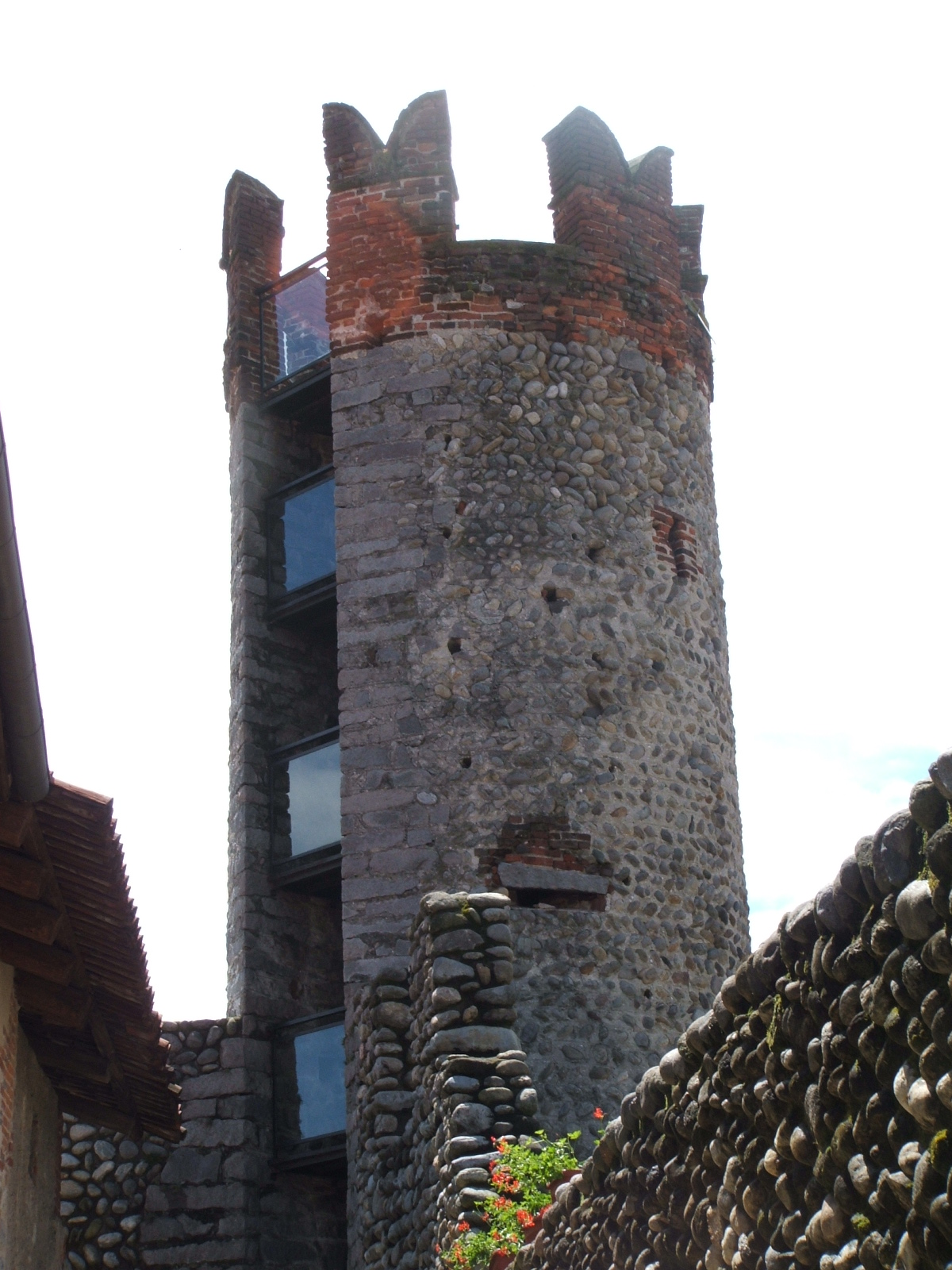
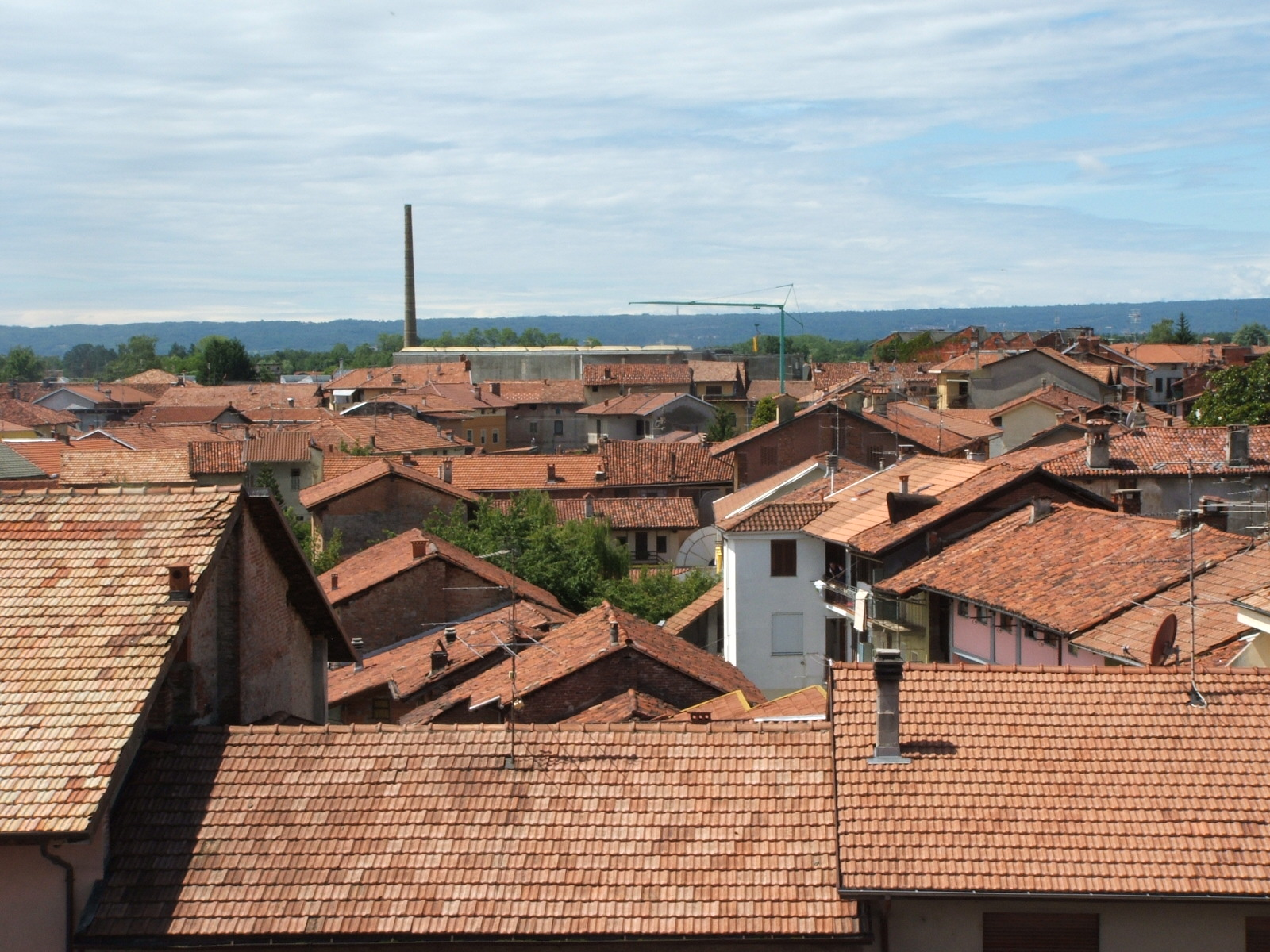